# Pallamano Trieste 2022-2023
Questa pagina raccoglie i dati riguardanti la Pallamano Trieste nelle competizioni ufficiali della stagione 2022-2023.

## Stagione

### Pre season
Sin dal termine della stagione 2021-22 sono noti i problemi economici che rischiano di non iscrivere la prima squadra ad alcun campionato. Il 24 giugno 2022, ultimo giorno disponibile per l'iscrizione ad un campionato nazionale, è ufficiale la rinuncia alla massima serie e la società si avvale del titolo sportivo per il campionato di Serie A2 ottenuto con la vittoria dei playoff di Serie B della seconda squadra. La conferma dell'autoretrocessione porta in dote una migrazione di massa da parte dei giocatori: se ne vanno i giovani Hrovatin, Aldini e Stojanović (il primo in Germania, il secondo a Sassari e l'ultimo al Koper), Nocelli (Carpi), Bratkovič (Koper), Fasanelli e Parisato (Merano).
Sul fronte arrivi non si fanno registrare operazioni, complice un budget ridotto.

### Girone d'andata
Il campionato di Trieste inizia il 3 settembre contro l'Arcom Emmeti, squadra veneta che arriva alla stagione 22-23 dopo una cocente eliminazione ai playoff promozione dell'annata precedente. A Camisano Vicentino la partita è sempre sul filo dell'equilibrio, tant'è che il primo tempo si chiude sul 10-10. Nel secondo tempo Trieste tenta la fuga sul 10-13 ma si fa recuperare e superare con un break di 5-0; l'Arcom poi sembra voler chiudere la partita riuscendosi a portare sul 22-18 a quattro minuti dalla fine, senza però riuscire a gestire il vantaggio e facendosi pareggiare sul 23 pari a poco meno di dieci secondi dalla fine; Trieste avrebbe anche la palla della vittoria, subito dopo il pareggio, con Visintin che recupera la sfera dalla battuta di centrocampo e lancia Urbaz, che con soli due secondi dalla fine riesce ad insaccare la rete ma solo dopo la sirena. Pari all'esordio.
La prima a Chiarbola porta ai tifosi una vittoria schiacciante contro Belluno per 39-25: dopo una prima frazione in equilibrio, con i biancorossi che solo nel finale di tempo allungano nel punteggio (16-11), il secondo tempo è una formalità e la squadra gestisce il vantaggio, arrivato anche a +16.
La settimana successiva arriva una vittoria sofferta sul campo del Vigasio: partita caratterizzata da molti errori e nervosismo, che non impediscono però di restare in vantaggio per tutto l'arco della gara agli uomini di Radojkovič, che riescono a gestire e vincere.
Le ultime due partite prima della pausa nazionali mettono di fronte ai biancorossi due lombarde, con entrambe le gare disputate a Chiarbola: le partite seguono la stessa trama, con il primo tempo nella quale Trieste è contratta e sbaglia di più, mentre nella seconda frazione piazza il break giusto e vince, con risultati anche larghi; 32-24 contro Palazzolo (15-13 primo tempo) e 29-20 contro Molteno (13-9 p.t.). Alla prima pausa del campionato Trieste è seconda a quota 9 punti, con un ritardo di una sola lunghezza dalla capolista Eppan.
Al rientro dalla sosta i biancorossi vincono a Dossobuono in una gara che li aveva visti rincorrere per 40 minuti, salvo poi sorpassare e gestire l'avversario. A poche ore dall'inizio del testacoda contro Oriago, la presidentessa Orlich si dimette, con Michele Semacchi (vice in carica) che ne prende il posto. La squadra non risente della notizia e vince per 23-12.
Il 5 novembre si gioca il big match contro Eppan: il primo tempo è all'insegna dell'equilibrio e delle difese, in quanto i primi 30' si chiudono sull'8-7 per la squadra altoatesina; ad inizio ripresa Trieste piazza un break di 4-1 e va sul 9-11, ma da lì si disunisce e subisce un parziale di 9-2 che chiude di fatto la gara; il massimo vantaggio per l'Eppan è il +6 sul 21-15, con Trieste che nel finale di partita riesce a recuperare e ha anche il tiro per il -1 a un minuto dalla fine, ma il portiere avversario para e la partita si chiude sul 23-21. La settimana successiva a Chiarbola arriva il Torri, distante un punto in classifica: la squadra entra bene in campo e conduce sul 9-3, poi il Torri si riavvicina sull'11-8, ma un break di 3-0 porta le squadre all'intervallo sul 14-8; il secondo tempo vede il massimo vantaggio Trieste sul +9 (21-12), con conseguente gestione del risultato e vittoria portata a casa.
Il girone d'andata si chiude con le ultime quattro sfide che vedono Trieste guadagnare 7 punti su 8 disponibili: in trasferta i biancorossi soffrono ma vincono con Malo e pareggiano sull'ostico campo del Cassano Magnago B; in casa invece, contro San Vito e Cologne, arrivano vittorie larghe maturate quasi del tutto nel secondo tempo.
Al giro di boa Trieste è seconda con un ritardo di quattro punti dall'Eppan capolista e con un punto in più sull'Emmeti terzo.

## Mercato

### Sessione estiva
| Acquisti | Acquisti     | Acquisti   | Acquisti   | Acquisti |
| R.a      | Nome         | da         | Modalità   |          |
| -------- | ------------ | ---------- | ---------- | -------- |
| TS       | Enrico Perin | svincolato | definitivo |          |

| Cessioni | Cessioni              | Cessioni     | Cessioni      | Cessioni |
| R.       | Nome                  | a            | Modalità      |          |
| -------- | --------------------- | ------------ | ------------- | -------- |
| PV       | Enrico Aldini         | Sassari      | prestito      |          |
| C        | Lorenzo Nocelli       | Carpi        | definitivo    |          |
| PT       | Riccardo Fasanelli    | Noci         | fine prestito |          |
| AD       | Adam Bratkovič        | Koper        | definitivo    |          |
| C        | Giacomo Hrovatin      | Gummersbach  | definitivo    |          |
| TS       | Aleksandar Stojanović | Koper        | definitivo    |          |
| AS       | Davide Parisato       | Black Devils | definitivo    |          |

### Sessione invernale
| Acquisti | Acquisti           | Acquisti | Acquisti   | Acquisti |
| R.a      | Nome               | da       | Modalità   |          |
| -------- | ------------------ | -------- | ---------- | -------- |
| AD       | Luciano Scaramelli | Mitoura  | definitivo |          |
| TS       | Toni Vinković      | Parenzo  | prestito   |          |

| Cessioni | Cessioni | Cessioni | Cessioni | Cessioni |
| -------- | -------- | -------- | -------- | -------- |

## Risultati

### Stagione regolare

#### Andata
| Camisano Vicentino 3 settembre 2022 | Emmeti | 23 – 23 (10-10) | Trieste |  |

| Trieste 10 settembre 2022 | Trieste | 39 – 25 (16-11) | Belluno |  |

| Vigasio 17 settembre 2022 | Vigasio | 18 – 21 (8-10) | Trieste |  |

| Trieste 24 settembre 2022 | Trieste | 32 – 24 (15-13) | Palazzolo |  |

| Trieste 2 ottobre 2022 | Trieste | 29 – 20 (13-9) | Molteno |  |

| Dossobuono 22 ottobre 2022 | Dossobuono | 24 – 28 (13-9) | Trieste |  |

| Trieste 29 ottobre 2022 | Trieste | 23 – 12 (12-6) | Oriago |  |

| Appiano 5 novembre 2022 | Eppan | 23 – 21 (8-7) | Trieste |  |

| Trieste 12 novembre 2022 | Trieste | 28 – 23 (14-8) | Torri |  |

| Malo 19 novembre 2022 | Malo | 26 – 29 (15-16) | Trieste |  |

| Trieste 26 novembre 2022 | Trieste | 31 – 20 (13-11) | San Vito |  |

| Cassano Magnago 3 dicembre 2022 | Cassano Magnago B | 23 – 23 (15-12) | Trieste |  |

| Trieste 10 dicembre 2022 | Trieste | 29 – 20 (13-10) | Cologne |  |

#### Ritorno
| Trieste 17 dicembre 2022 | Trieste | 26 – 20 (12-11) | Emmeti |  |

| Belluno 4 febbraio 2023 | Belluno | 24 – 22 (14-10) | Trieste |  |

| Trieste 14 gennaio 2023 | Trieste | 37 – 12 (15-7) | Vigasio |  |

| Palazzolo sull'Oglio 8 febbraio 2023 | Palazzolo | 18 – 22 (9-11) | Trieste |  |

| Molteno 28 gennaio 2023 | Molteno | 24 – 25 (10-10) | Trieste |  |

| Trieste 11 febbraio 2023 | Trieste | 34 – 23 (13-13) | Dossobuono |  |

| Oriago 18 febbraio 2023 | Oriago | 19 – 35 (7-14) | Trieste |  |

| Trieste 25 febbraio 2023 | Trieste | 24 – 29 (13-18) | Eppan |  |

| Torri di Quartesolo 11 marzo 2023 | Torri | 22 – 21 (8-11) | Trieste |  |

| Trieste 18 marzo 2023 | Trieste | 30 – 16 (12-10) | Malo |  |

| San Vito di Leguzzano 25 marzo 2023 | San Vito | 24 – 26 (10-14) | Trieste |  |

| Trieste 1 aprile 2023 | Trieste | 22 – 15 (11-9) | Cassano Magnago B |  |

| Cologne 8 aprile 2023 | Cologne | 29 – 29 (17-17) | Trieste |  |

### Playoff

#### Girone B
| Chieti 3 maggio 2023 | Lanzara | 30 – 36 (12-18) | Trieste |  |

| Chieti 4 maggio 2023 | Trieste | 24 – 24 (11-13) | Eppan |  |

| Chieti 5 maggio 2023 | Trieste | 20 – 20 (10-10) | Molteno |  |

#### Semifinale
| Chieti 6 maggio 2023 | Cingoli | 25 – 20 (11-10) | Trieste |  |

## Statistiche

### Squadra

#### Andamento in campionato
| Giornata  | 1 | 2 | 3 | 4 | 5 | 6 | 7 | 8 | 9 | 10 | 11 | 12 | 13 | 14 | 15 | 16 | 17 | 18 | 19 | 20 | 21 | 22 | 23 | 24 | 25 | 26 |
| --------- | - | - | - | - | - | - | - | - | - | -- | -- | -- | -- | -- | -- | -- | -- | -- | -- | -- | -- | -- | -- | -- | -- | -- |
| Luogo     | T | C | T | C | C | T | C | T | C | T  | C  | C  | T  | C  | T  | C  | T  | T  | C  | T  | C  | T  | C  | T  | C  | T  |
| Risultato | N | V | V | V | V | V | V | P | V | V  | V  | N  | V  | V  | P  | V  | V  | V  | V  | V  | P  | P  | V  | V  | V  | N  |
| Posizione | 6 | 5 | 2 | 2 | 2 | 2 | 2 | 2 | 2 | 2  | 2  | 2  | 2  | 2  | 2  | 2  | 2  | 2  | 2  | 2  | 2  | 2  | 2  | 2  | 2  | 2  |

#### Riepilogo
| Competizione | Punti | In casa | In casa | In casa | In casa | In casa | In casa | In trasferta | In trasferta | In trasferta | In trasferta | In trasferta | In trasferta | Totale | Totale | Totale | Totale | Totale | Totale | D.R. |
| Competizione | Punti | G       | V       | N       | P       | Gf      | Gs      | G            | V            | N            | P            | Gf           | Gs           | G      | V      | N      | P      | Gf     | Gs     | D.R. |
| ------------ | ----- | ------- | ------- | ------- | ------- | ------- | ------- | ------------ | ------------ | ------------ | ------------ | ------------ | ------------ | ------ | ------ | ------ | ------ | ------ | ------ | ---- |
| Serie A2     | 41    | 13      | 12      | 0       | 1       | 384     | 259     | 13           | 7            | 3            | 3            | 325          | 297          | 26     | 19     | 3      | 4      | 709    | 556    | +153 |
| Playoff      | -     | 2       | 0       | 2       | 0       | 44      | 44      | 2            | 1            | 0            | 1            | 56           | 55           | 4      | 1      | 2      | 1      | 100    | 99     | +1   |
| Totale       | 41    | 15      | 12      | 2       | 1       | 428     | 304     | 15           | 8            | 3            | 4            | 381          | 352          | 30     | 20     | 5      | 5      | 809    | 655    | +154 |

### Individuali

#### Presenze e reti
| N. | Giocatore             | Presenze | Reti |
| -- | --------------------- | -------- | ---- |
| 3  | Jan Radojkovič        | 30       | 216  |
| 4  | Luciano Scaramelli    | 16       | 112  |
| 33 | Luca Sandrin          | 29       | 111  |
| 10 | Federico Urbaz        | 28       | 80   |
| 13 | Massimiliano Di Nardo | 28       | 58   |
| 7  | Gabriel Mazzarol      | 19       | 55   |
| 9  | Alex Pernic           | 30       | 54   |
| 34 | Toni Vinković         | 16       | 50   |
| 19 | Marco Visintin        | 29       | 49   |
| 17 | Enrico Valdemarin     | 29       | 12   |
| 23 | Pietro Del Frari      | 29       | 9    |
| 5  | Pietro Oblascia       | 19       | 3    |
| 14 | Matteo Baragona       | 22       | 2    |
|    | Pietro Lo Duca        | 1        | 1    |
| 16 | Thomas Postogna       | 30       | 1    |
| 21 | Nicolò Zoppetti       | 30       | 0    |
| 44 | Enrico Perin          | 8        | 0    |
| 1  | Luca Doronzo          | 1        | 0    |
|    | Riccardo Clai         | 1        | 0    |